# Resolutie 2150 Veiligheidsraad Verenigde Naties
Resolutie 2150 van de Veiligheidsraad van de Verenigde Naties werd unaniem door de VN-Veiligheidsraad aangenomen op 16 april 2014. De resolutie veroordeelde het ontkennen van de Rwandese genocide. Ook vroeg ze dat de strijd tegen genocide zou worden hervat en dat alle landen het Genocideverdrag zouden ondertekenen.

## Achtergrond
Toen Rwanda een Belgische kolonie was, werd de Tutsi-minderheid in het land verheven tot een elite die de grote Hutu-meerderheid wreed onderdrukte. Na de onafhankelijkheid werden de Tutsi verdreven en namen de Hutu de macht over. Het conflict bleef aanslepen en in 1990 vielen Tutsi-milities verenigd als het FPR Rwanda binnen. Met westerse steun werden zij echter verdreven. In Rwanda zelf werd de Hutu-bevolking opgehitst tegen de Tutsi. Dat leidde begin 1994 tot de Rwandese genocide. De UNAMIR-vredesmacht kon vanwege een te krap mandaat niet ingrijpen. In 1994 werd het Rwanda-tribunaal opgericht om de daders van de genocide en andere mensenrechtenschendingen die dat jaar in Rwanda hadden plaatsgegrepen te berechten.

## Inhoud
De Veiligheidsraad wees op het belang van de Conventie inzake de Voorkoming en Bestraffing van Genocide en de verantwoordelijkheid van landen om de mensenrechten van hun inwoners te respecteren en garanderen. Vooral onderwijs was van belang om genocides in de toekomst te vermijden.
Het Internationaal Straftribunaal voor Rwanda was opgericht om de verantwoordelijken voor de genocide in Rwanda in 1994 te bestraffen. Daarbij waren toen meer dan een miljoen mensen gedood. Negen daders waren nog steeds voortvluchtig. 7 april was in 2003 door de Algemene Vergadering van de Verenigde Naties ingesteld als de internationale dag om terug te denken over de Rwandese genocide in 1994.
De Democratische Strijdkrachten voor de Bevrijding van Rwanda (FDLR) was bij de daders van de genocide in 1994. Er zijn VN-sancties van kracht tegen de groep, die thans actief is in de Democratische Republiek Congo en nog steeds slachtoffers maakt.
De Veiligheidsraad veroordeelde het ontkennen van de Rwandese genocide en riep landen op de strijd tegen deze misdaad weer op te nemen. Ook werden landen die het Genocideverdrag nog niet geratificeerd hadden opgeroepen dit alsnog te overwegen.

## Verwante resoluties
- Resolutie 2054 Veiligheidsraad Verenigde Naties (2012)
- Resolutie 2080 Veiligheidsraad Verenigde Naties (2012)
- Resolutie 2194 Veiligheidsraad Verenigde Naties

Lijst ·  2133 ·  2134 ·  2135 ·  2136 ·  2137 ·  2138 ·  2139 ·  2140 ·  2141 ·  2142 ·  2143 ·  2144 ·  2145 ·  2146 ·  2147 ·  2148 ·  2149 ·  2150 ·  2151 ·  2152 ·  2153 ·  2154 ·  2155 ·  2156 ·  2157 ·  2158 ·  2159 ·  2160 ·  2161 ·  2162 ·  2163 ·  2164 ·  2165 ·  2166 ·  2167 ·  2168 ·  2169 ·  2170 ·  2171 ·  2172 ·  2173 ·  2174 ·  2175 ·  2176 ·  2177 ·  2178 ·  2179 ·  2180 ·  2181 ·  2182 ·  2183 ·  2184 ·  2185 ·  2186 ·  2187 ·  2188 ·  2189 ·  2190 ·  2191 ·  2192 ·  2193 ·  2194 ·  2195